# ゾーリンゲン
ゾーリンゲン (Solingen) は、ドイツ連邦共和国西部ノルトライン＝ヴェストファーレン州に属する都市の一つである。人口は約16万人である。

## 地勢・産業

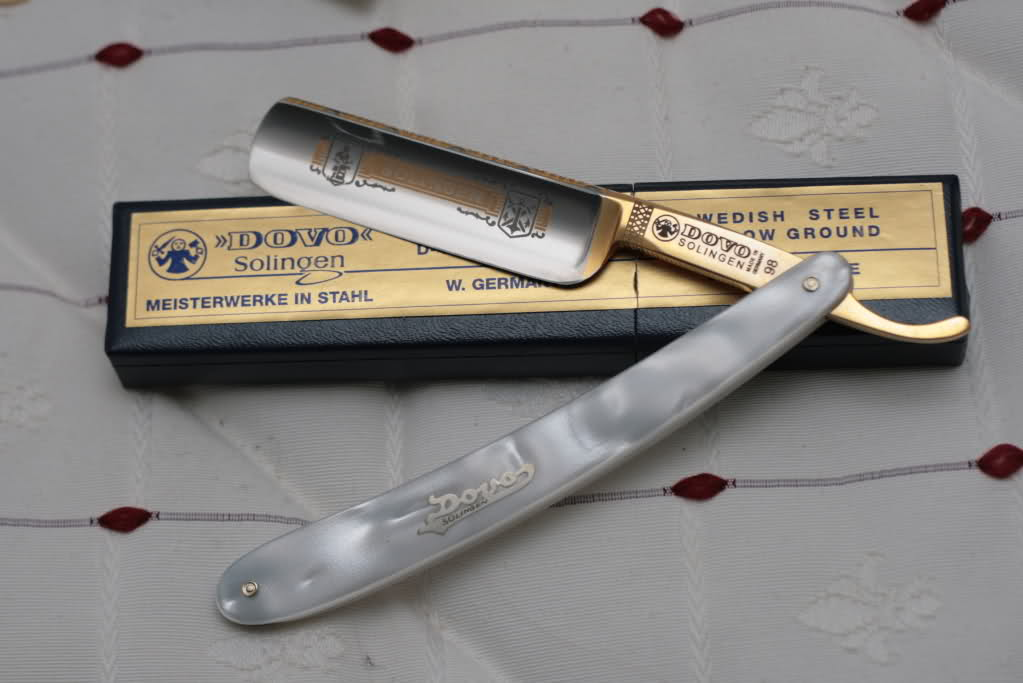
理髪用品のカミソリ

ヴッパー川沿いに位置する。中世よりフランスのティエールと並び刃物の街として知られており、ハサミやカミソリなどの理髪用品、さらに高い完成度が要求される手術用ナイフなども製造している。約15km南にレーヴァークーゼン、20km北西にデュッセルドルフ、15km北東にヴッパータールが位置している。

### 著名な企業
- ツヴィリング・J.A.・ヘンケルス

## 歴史
中世にはベルク公国に属した。ベルク公国の居城は当初はアルテンベルクのベルゲ城に置かれていたが、1133年にベルク伯アドルフ2世は、ゾーリンゲン南東のヴッパー川沿いの小高い丘にベルク城の建設を開始し、ここに居城を移した。その後、ゾーリンゲンはベルク城のお膝元にある町として発展し、1374年に都市権を得た。1380年にヴィルヘルム2世により居城がデュッセルドルフに移された後も、ベルク城は式典や防衛のために使用されたが、三十年戦争で町とともに大きな被害を受け、19世紀に入ると城の復興が試みられることとなった。
フランス革命戦争ではゾーリンゲンの町も大きな被害を受けたが、1815年、ウィーン議定書の決定に基づいてプロイセン領に復帰した。第二次世界大戦では甚大な打撃を被ったが、戦後復興を果たした。

## 交通

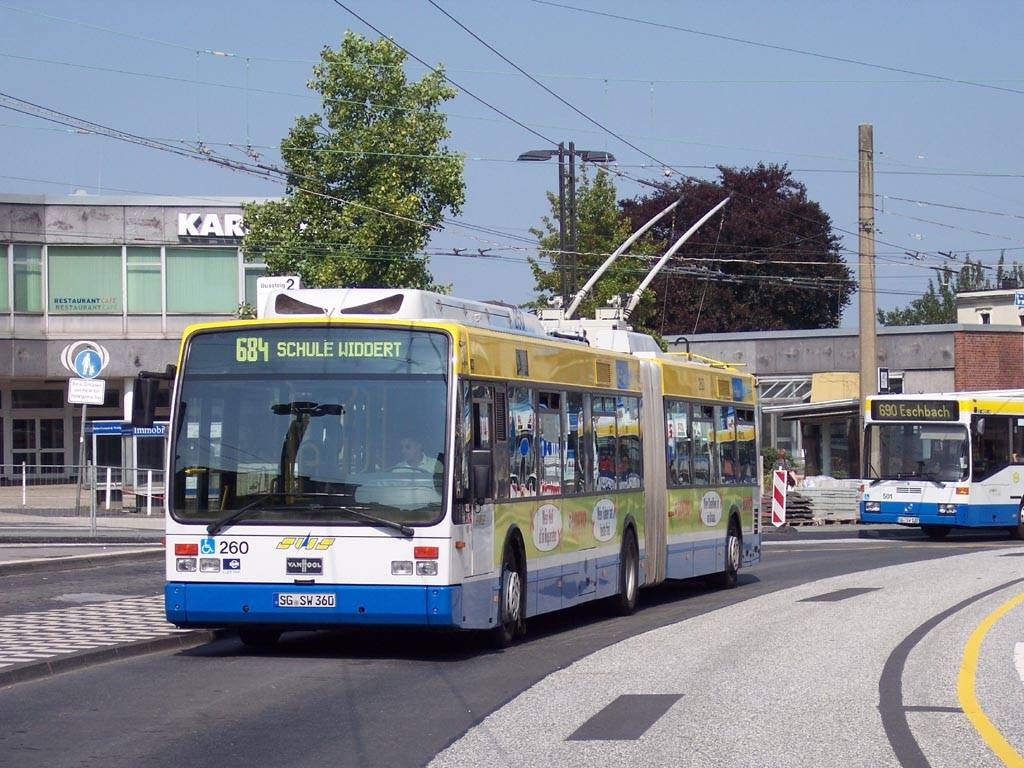
都心を走る連節ノンステップトロリーバス

市内の公共交通を担うのはトロリーバス（ゾーリンゲン・トロリーバス）である。ドイツには他にエスリンゲン・アム・ネッカーとエーベルスヴァルデにもトロリーバスが走っているが、ゾーリンゲンが最も広い路線を有している。
ゾーリンゲンとレムシャイトを結ぶ鉄道路線において、地上から約107mに位置するミュングステナー橋がある。ドイツ内の鉄橋では最も高い。

## 著名な出身者
- エルンスト・オットー・ベックマン - 化学者、ベックマン転位やベックマン温度計に名を残す。
- アルバート・ビアスタット - 画家
- ピナ・バウシュ - 舞踏家
- アドルフ・アイヒマン - ナチス・ドイツのユダヤ人虐殺（「ユダヤ人問題の最終的解決」）に指揮的役割を担った親衛隊（SS）隊員。
- セバスチアン・スラン - 情報工学者
- クリストフ・クラマー - サッカー選手
- ケヴィン・カンプル - サッカー選手
- ヴェロニカ・フェレ - 女優

## 姉妹都市
- ズウォトリヤ（英語版）（ポーランド）1955年
- ゴーダ（オランダ）1957年
- シャロン＝シュル＝ソーヌ（フランス）1960年
- ブライス（英語版）（イギリス）1962年
- ネス・ジオナ（英語版）（イスラエル）1986年
- アウエ（ドイツ）1990年

### 友好関係
- ヒノテガ（ニカラグア）1985年
- ティエス（セネガル）1990年

## 引用
1. ↑  Bevölkerung der Gemeinden Nordrhein-Westfalens am 31. Dezember 2023 – Fortschreibung des Bevölkerungsstandes auf Basis des Zensus vom 9. Mai 2011